# ハインリヒ・フォン・ヘルツォーゲンベルク
ハインリヒ・フォン・ヘルツォーゲンベルク（*1843年6月10日 グラーツ - †1900年10月9日 ヴィースバーデン）は、オーストリアの作曲家・指揮者・音楽教師。称号も含めた公式な氏名は、Heinrich Picot de Peccaduc, Freiherr von Herzogenberg（またはHeinrich Freiherr von Herzogenberg）で、フランス貴族の末裔である。

## 略歴
ウィーンで法学と音楽を学び、作曲をオットー・デッソフらに師事。当初はワーグナーの音楽に耽溺したが、バッハ研究を通じて古典派音楽に強い愛着を示すに至り、ブラームスの熱心な崇拝者となった。ブラームスのピアノの弟子エリザベート・フォン・シュトックハウゼン（Elisabeth von Stockhausen, *1847年4月13日 パリ - 1891年1月7日 サンレモ）と結婚。ブラームスとヘルツォーゲンベルク夫妻の往復書簡は、ブラームスのその手の文書の中で最も愉快な例となっている。1874年にバッハ研究者（音楽学者）フィリップ・シュピッタとともに、ライプツィヒ・バッハ協会（Leipzig Bach-Verein）を創設。これはバッハのカンタータの復興に関わる組織であった。ヘルツォーゲンベルクは、10年間にわたって同協会の芸術監督をつとめ、この間にエセル・スマイスらの作曲の門人を育成した。1885年からベルリン高等音楽院作曲科教授に就任し、その立場から、青年レイフ・ヴォーン・ウィリアムズにマックス・ブルッフへ師事するよう助言している。1900年死去。最晩年は関節の壊死により車椅子に乗って過ごした。

## 作風と作品
ヘルツォーゲンベルクは博識かつ確かな才能を備えた作曲家であり、またブラームスの主題による変奏曲を最初に書いた（四手ピアノのための作品23、1876年作曲。ブラームスの歌曲《Die  Trauernde 》作品7-5を主題とする）人物だが、ブラームスはエリザベートの誘いにもかかわらずヘルツォーゲンベルクの作品へほとんど称賛を示さなかった。ヘルツォーゲンベルクの作風はしばしば単なるブラームスのエピゴーネンに過ぎないと言われてきたが、彼の作品の大半において、ブラームスからのあからさまな影響はほぼ、あるいは全く見出せない。一方、ブラームスとの知遇を得る前に作曲された初期作品にはブラームスに通じる特徴が見られる。
3つの交響曲（標題交響曲《オデュッセウス Odysseus 》と番号付き交響曲2曲）をはじめ、多くの室内楽曲、合唱曲、ピアノ曲、歌曲集などを遺した。初期の2台ピアノのための《主題と変奏》作品13（1870年）はこのジャンルにおいて注目に値する作品である。カンタータを含む合唱曲のうちで重要な作品は、亡き妻を偲ぶ《葬礼 Todtenfeier》作品80（1893年）や、シュピッタ追悼のための《ミサ曲 ホ長調》作品90（1894年）、フリードリヒ・シュピッタの台本による《クリスマス・オラトリオ Die Geburt Christi》作品90（1894年）が挙げられる。

### 主要作品
- 交響曲
  - 《オデュッセウス》 - 大管弦楽のための交響曲　作品16 （1872）
  - 交響曲第1番ハ短調　作品50 （1884）
  - 交響曲第2番変ロ長調　作品70 （1888）

- 協奏曲
  - チェロ協奏曲　WoO 30　（1880）（消失）
  - ヴァイオリン協奏曲イ長調　WoO 4 (1889)

- 声楽曲・宗教曲
  - Deutsches Liederspiel für Soli, Chor und Klavier zu vier Händen
  - Stern dies Liedes für Chor und Orchester
  - Die Weihe der Nacht, für Alt, Chor und Orchester
  - Nannas Klage, für Soli, Chor und Orchester
  - Psalm 116 für vierstimmigen Chor a cappella
  - Psalm 94 für Soli, Doppelchor und Orchester
  - Königspsalm für Chor und Orchester
  - Requiem für Chor und Orchester
  - Totenfeier, Oratorische Kantate zu Tod und Auferstehung für Soli, Chor, Orchester und Orgel
  - Messe für Soli, Chor und Orchester
  - Die Geburt Christi, Kirchenoratorium für Soli, Gemeindegesang und Orchester
  - Die Passion, Kirchenoratorium für Soli, Gemeindegesang und Orchester
  - Erntefeier, Kirchenoratorium für Soli, Gemeindegesang und Orchester

- 室内楽曲
  - チェロとピアノのためのデュオ 作品12 (1872年)
  - ピアノ五重奏曲 ハ長調 作品17 (1876年)
  - 弦楽四重奏曲第1番 ニ短調 作品18 (1876年)
  - ピアノ三重奏曲第1番 ハ短調 作品24 (1877年)
  - 2つの弦楽三重奏曲 第1番 イ長調/第2番 ヘ長調 作品27 (1879年)
  - ヴァイオリン・ソナタ 第1番 イ長調 作品32 (1882年)
  - ピアノ三重奏曲第2番 ニ短調 作品36 (1884年)
  - 3つの弦楽四重奏曲（弦楽四重奏曲第2-4番） ト短調/ニ短調/ト短調 作品42 (1884年)
  - ピアノとオーボエ、クラリネット、ホルン、ファゴットのための五重奏曲 変ホ長調 作品43 (1884年)
  - チェロ・ソナタ第1番 イ短調 作品52 (1886年)
  - ヴァイオリン・ソナタ第2番 変ホ長調 作品54 (1887年)
  - ピアノ、オーボエ、ホルンのための三重奏曲 作品61 (1889年)
  - ヴィオラ（またはチェロ）とピアノのための《伝説曲》作品62 (1890年)
  - 弦楽四重奏曲第5番 ヘ短調 作品63 (1890年)
  - チェロ・ソナタ第2番 ニ長調 作品64 (1890年)
  - ピアノ四重奏曲第1番 ホ短調 作品75 (1892年)
  - 弦楽五重奏曲 ハ短調 作品77 (1892年)
  - ヴァイオリン・ソナタ第3番 ニ短調 作品78 (1892年)
  - チェロ・ソナタ第3番 変ホ長調 作品94 (1897年)
  - ピアノ四重奏曲第2番 変ロ長調 作品95 (1897年)